# Col Lady Lister
Le col Lady Lister est un col de montagne pédestre des Pyrénées à 3 200 ou 3 201 mètres d'altitude entre le département français des Hautes-Pyrénées, en Occitanie, et la province espagnole de Huesca, dans la communauté autonome d'Aragon.
Il relie la vallée d'Ossoue en Lavedan à la vallée de Tena en Aragon.

## Toponymie
Le col doit son nom à Anne Lister qui est la première femme, et première « touriste », à conquérir officiellement le Vignemale en passant par le col qui porte désormais son nom le 6 août 1838.

## Géographie
Le col Lady Lister est situé entre le pic de Cerbillona (3 247 m) à l'ouest et le pic Central (3 235 m) à l'est. Il surplombe au nord le glacier d'Ossoue.

## Protection environnementale
Le col est situé dans le parc national des Pyrénées.
Le col fait partie d'une zone naturelle protégée, classée ZNIEFF de type 1, « vallons d'Ossoue et d'Aspé », et de type 2, « haute vallée du gave de Pau : vallées de Gèdre et Gavarnie ».

## Voies d'accès
Le versant nord est accessible par la voie normale par le glacier d'Ossoue en provenance du refuge Baysselance.